# Nekrolog 1578
Nekrolog
◄◄
| ◄
| 1574
| 1575
| 1576
| 1577
| 1578 | 1579 | 1580 | 1581 | 1582 | ► | ►►
Weitere Ereignisse | Allgemeiner Nekrolog 1578
Die Beschreibung der verstorbenen Person sollte so kurz wie möglich gehalten sein und nur deren signifikante Tätigkeit(en) enthalten.
Neue Namen ggf. auch unter dem Geburts- und Sterbedatum, also etwa unter 1. Januar und im Geburts- und Sterbejahr (2024) eintragen (nur bei entsprechender großer Wichtigkeit). Für Beispiele siehe die schon vorhandenen Artikel.
Außerdem über die fünf zuletzt Verstorbenen, zu denen es einen ausreichend guten Artikel für eine Präsentation auf der Hauptseite gibt, nach der todesbedingten Überarbeitung der Artikel ggf. auch unter Wikipedia Diskussion:Hauptseite informieren und sie am besten auch in den anderen Wikipedia-Sprachversionen eintragen. Tipp: Regelmäßig bei news.google.de nach „ist tot“, „gestorben“ oder „verstorben“ suchen.
Wenn eine Person gestorben ist, gibt es viele Seiten zu dieser Person in der Wikipedia, die davon auch betroffen sind und entsprechend aktualisiert werden müssen. Beispiele: Namenübersichtsseite, Geburtsjahr, Geburtsort-Seiten und viele mehr.
Wie finde ich die betroffenen Seiten?
Im Suchfeld auf der linken Seite gibt man den Suchbegriff so ein: „Vorname Nachname“. Dann klickt man auf Volltext und alle Seiten mit entsprechendem Suchtext werden aufgerufen. Hier sieht man dann schnell, wo auch das Todesjahr Sinn macht oder sogar ein Teil des Artikels angepasst werden muss. Auch hilft das „Werkzeug“ auf der linken Seite sehr gut, um solche Seiten aufzufinden: „Links auf diese Seite“. Somit ist die Wikipedia wieder aktuell in allen Bereichen! Hinweis: bei Eintragung der Kategorie „Gestorben JAHR“ wird der Missbrauchsfilter 49 ausgelöst, was jedoch nicht schlimm ist. Siehe: Spezial:Missbrauchsfilter/49
Dies ist eine Liste von im Jahr 1578 verstorbenen bekannten Persönlichkeiten. Die Einträge erfolgen innerhalb der einzelnen Daten alphabetisch sortiert. Tiere sind im Nekrolog für Tiere zu finden.

## Januar
| Tag        | Name            | Beruf, bekannt als                            | Alter | Beleg |
| ---------- | --------------- | --------------------------------------------- | ----- | ----- |
| 1. Januar  | Ioan Potcoavă   | Herrscher des Fürstentums Moldau              |       |       |
| 4. Januar  | William Roper   | englischer Biograf und Parlamentsabgeordneter |       |       |
| 5. Januar  | Giulio Clovio   | Miniaturenmaler und Geistlicher               |       |       |
| 21. Januar | Piale Pascha    | osmanischer Admiral und Wesir                 |       |       |
| 25. Januar | Mihrimah Sultan | osmanische Prinzessin                         | 55    |       |
| 30. Januar | Peter Walpot    | Vorsteher der Hutterischen Täufer in Mähren   |       |       |

## Februar
| Tag         | Name                    | Beruf, bekannt als                                      | Alter | Beleg |
| ----------- | ----------------------- | ------------------------------------------------------- | ----- | ----- |
| 6. Februar  | Felix Büchser           | Schweizer Bildhauer, Bildschnitzer und Theaterregisseur |       |       |
| 6. Februar  | Johannes Mezon          | Bischof von Olmütz                                      |       |       |
| 7. Februar  | Hans Hug Kluber         | Schweizer Porträtmaler, Zeichner und Restaurator        |       |       |
| 12. Februar | Katharina von Kastilien | Erzherzogin von Österreich und Prinzessin von Kastilien | 71    |       |
| 27. Februar | Johann Krafft           | deutscher Buchdrucker während der Reformationszeit      |       |       |

## März
| Tag      | Name                              | Beruf, bekannt als                                                                                           | Alter | Beleg |
| -------- | --------------------------------- | --- | ----- | ----- |
| 3. März  | Sebastiano Venier                 | Doge von Venedig                                                                                             |       |       |
| 7. März  | Gilles de Gouberville             | französischer Tagebuchautor des 16. Jahrhunderts                                                             |       |       |
| 8. März  | Elisabeth von Brandenburg-Küstrin | Prinzessin von Brandenburg-Küstrin, durch Heirat Markgräfin von Brandenburg-Ansbach und Brandenburg-Kulmbach | 37    |       |
| 9. März  | Rudolfus Collinus                 | Schweizer Humanist                                                                                           |       |       |
| 9. März  | Margaret Douglas                  | britische Adelige, Nichte König Heinrichs VIII. von England und Großmutter König Jakobs I. von England       | 62    |       |
| 12. März | Alessandro Piccolomini            | italienischer Dichter, Philosoph und Astronom                                                                | 69    |       |
| 17. März | Cornelis Cort                     | niederländischer Kupferstecher                                                                               |       |       |
| 18. März | Johann Baumgart                   | deutscher lutherischer Theologe, Kirchenlieddichter und Schuldramatiker                                      | 63    |       |
| 29. März | Louis I. de Lorraine-Guise        | Kardinal der römisch-katholischen Kirche                                                                     | 50    |       |

## April
| Tag       | Name                               | Beruf, bekannt als                                                                        | Alter | Beleg |
| --------- | ---------------------------------- | ----------------------------------------------------------------------------------------- | ----- | ----- |
| 1. April  | Arthur Champernowne                | englischer Politiker und Militär                                                          |       |       |
| 2. April  | Marie-Elisabeth de Valois          | einziges Kind des französischen Königs Karl IX. (Frankreich) und Elisabeth von Österreich | 5     |       |
| 10. April | Johanna von Österreich             | Renaissancefürstin                                                                        | 31    |       |
| 14. April | James Hepburn, 4. Earl of Bothwell | schottischer Heerführer und Ehemann von Maria Stuart                                      |       |       |
| 15. April | Wolrad II.                         | Graf von Waldeck-Eisenberg                                                                | 69    |       |
| 19. April | Uesugi Kenshin                     | japanischer Kriegsherr                                                                    | 48    |       |
| 20. April | Mary Grey                          | englische Adlige, jüngste Schwester von Lady Jane Grey                                    |       |       |
| 24. April | Hans von Carlowitz                 | deutscher Beamter                                                                         |       |       |
| 27. April | Louis de Maugiron                  | französischer Adliger                                                                     |       |       |

## Mai
| Tag     | Name                              | Beruf, bekannt als                                  | Alter | Beleg |
| ------- | --------------------------------- | --------------------------------------------------- | ----- | ----- |
| 1. Mai  | Wilhelm II. von der Mark          | Admiral der Wassergeusen und Gouverneur von Holland |       |       |
| 3. Mai  | Martin Eisengrein                 | deutscher katholischer Theologe und Polemiker       | 42    |       |
| 23. Mai | Laurentius Surius                 | deutscher Kartäusermönch und Hagiograph             |       |       |
| 29. Mai | Jacques de Lévis, comte de Caylus | französischer Adliger                               |       |       |

## Juni
| Tag      | Name                     | Beruf, bekannt als                                    | Alter | Beleg |
| -------- | ------------------------ | ----------------------------------------------------- | ----- | ----- |
| 4. Juni  | Charles de Berlaymont    | niederländischer Militär und Politiker                |       |       |
| 7. Juni  | Margaretha von der Lippe | Äbtissin im Stift Freckenhorst                        |       |       |
| 8. Juni  | Christoph von Carlowitz  | sächsischer Diplomat                                  | 70    |       |
| 8. Juni  | Paul Goldstein           | deutscher Jurist, Hofrat und Rittergutsbesitzer       | 45    |       |
| 19. Juni | Sabine von Pfalz-Simmern | Gräfin von Egmond und Fürstin von Gavre               | 50    |       |
| 30. Juni | Gregor von Virneburg     | Weihbischof in Trier und Rektor der Universität Trier |       |       |

## Juli
| Tag      | Name                           | Beruf, bekannt als                 | Alter | Beleg |
| -------- | ------------------------------ | ---------------------------------- | ----- | ----- |
| 2. Juli  | Thomas Doughty                 | englischer Soldat und Entdecker    |       |       |
| 5. Juli  | Cristoforo Madruzzo            | Kardinal                           | 66    |       |
| 27. Juli | Joanna Lumley, Baroness Lumley | englische Adelige und Übersetzerin |       |       |

## August
| Tag        | Name                      | Beruf, bekannt als                                          | Alter | Beleg |
| ---------- | ------------------------- | ----------------------------------------------------------- | ----- | ----- |
| 1. August  | Johannes Latomus          | flämischer Augustiner-Prior, Chronist und Autor             |       |       |
| 4. August  | Sebastian                 | König von Portugal                                          | 24    |       |
| 6. August  | Rudolf Clenck             | deutscher katholischer Theologe                             |       |       |
| 11. August | Pedro Nunes               | portugiesischer Mathematiker und Astronom                   |       |       |
| 12. August | Bartolomeo Porcia         | apostolischer Nuntius                                       |       |       |
| 17. August | Balthasar Bidembach       | deutscher evangelischer Theologe                            | 45    |       |
| 28. August | Nikolaus Neodomus         | deutscher Mathematiker                                      |       |       |
| 28. August | Giovanni Battista Zelotti | italienischer Maler der Renaissance                         |       |       |
| 30. August | Joachim Pasche            | brandenburgischer evangelischer Geistlicher und Hofprediger |       |       |

## September
| Tag                      | Name                   | Beruf, bekannt als                                                                      | Alter | Beleg |
| ------------------------ | ---------------------- | --------------------------------------------------------------------------------------- | ----- | ----- |
| 3. September             | Giulio della Rovere    | italienischer Kardinal, Inhaber mehrerer Bistümer und Erzbistümer sowie Herzog von Sora | 45    |       |
| 5. September             | Gerhard Falkenburg     | niederländischer Humanist                                                               |       |       |
| 5. September             | Arnoldus Mermannus     | flämischer Theologe                                                                     |       |       |
| 10. September            | Franz Alard            | lutherischer Prediger                                                                   |       |       |
| 10. September            | Pierre Lescot          | französischer Architekt                                                                 |       |       |
| 22. September            | Wenzel von Österreich  | Großprior des Johanniterordens von Kastilien                                            | 17    |       |
| 29. September            | Johann Esich           | Bremer Bürgermeister                                                                    |       |       |
| 30. September/1. Oktober | Sokollu Mustafa Pascha | osmanischer Würdenträger bosnischer Herkunft                                            |       |       |

## Oktober
| Tag         | Name                     | Beruf, bekannt als                                                                | Alter | Beleg |
| ----------- | ------------------------ | --------------------------------------------------------------------------------- | ----- | ----- |
| 1. Oktober  | Juan de Austria          | Befehlshaber der spanischen Flotte und Statthalter der habsburgischen Niederlande | 31    |       |
| 8. Oktober  | Adriaen Pauw             | holländischer Kaufmann und Politiker                                              | 62    |       |
| 13. Oktober | Jean Bullant             | französischer Architekt                                                           |       |       |
| 18. Oktober | Ferdinand von Österreich | Fürst von Asturien                                                                | 6     |       |

## November
| Tag          | Name                          | Beruf, bekannt als                                                                                 | Alter | Beleg |
| ------------ | ----------------------------- | -------------------------------------------------------------------------------------------------- | ----- | ----- |
| 8. November  | Hans Saphoy                   | deutsch-österreichischer Steinmetzmeister der Renaissance und Dombaumeister zu St. Stephan in Wien |       |       |
| 29. November | Jakob Gienger von Grienpichel | Vizedom von Oberösterreich                                                                         | 68    |       |

## Dezember
| Tag          | Name                             | Beruf, bekannt als                                               | Alter | Beleg |
| ------------ | -------------------------------- | ---------------------------------------------------------------- | ----- | ----- |
| 4. Dezember  | Hermann von Neuenahr der Jüngere | deutscher humanistischer Staatsmann und Förderer der Reformation | 58    |       |
| 9. Dezember  | Kort Kamphues                    | Coesfelder Stadtrichter, hingerichtet wegen Landfriedensbruch    |       |       |
| 19. Dezember | Ambrosius Aigen                  | Schweizer Kaufmann und Bürgermeister                             |       |       |
| 20. Dezember | Hieronymus Schaffhirt            | deutscher Papiermacher und Stadtrichter                          |       |       |
| 21. Dezember | Maximilien de Hénin-Liétard      | Statthalter                                                      |       |       |
| 30. Dezember | Vollrad von Mansfeld             | deutscher Söldnerführer                                          | 58    |       |
| Dezember     | Nicholas Heath                   | englischer Römisch-katholischer Bischof, Lordkanzler von England |       |       |

## Datum unbekannt
| Tag | Name                         | Beruf, bekannt als                                                                               | Alter | Beleg |
| --- | ---------------------------- | ------------------------------------------------------------------------------------------------ | ----- | ----- |
|     | Abu Abdallah                 | dritter Sultan der Saadier in Marokko (1574–1576)                                                |       |       |
|     | Abu Marwan Abd al-Malik      | vierter Sultan der Saadier in Marokko                                                            |       |       |
|     | Johann Friedrich Coelestin   | deutscher lutherischer Geistlicher und Theologe                                                  |       |       |
|     | Georg Dasch                  | Bürgermeister von Gotha                                                                          |       |       |
|     | Diego de Estella             | spanischer Theologe und Mystiker                                                                 |       |       |
|     | Gabriele Giolito de’ Ferrari | venezianischer Drucker, Verleger und Buchhändler                                                 |       |       |
|     | Antonius Heuglin             | deutscher Theologe und Universitätsbibliothekar                                                  |       |       |
|     | Burchard Kranich             | deutsch-englischer Arzt und Unternehmer                                                          |       |       |
|     | Barthel Lauterbach           | kurfürstlich-sächsischer Hof- und Kammerrat, Landrentmeister, Oberamtmann zu Nossen und Chemnitz |       |       |
|     | Ahmad Maschhadi              | iranischer Kalligraf                                                                             |       |       |
|     | Johannes Mangon              | franko-flämischer Succentor, Komponist und Stiftskapellmeister am Aachener Dom                   |       |       |
|     | Maria Dircksdr.              | niederländische Müllerswitwe                                                                     |       |       |
|     | Pietro Andrea Mattioli       | italienischer Arzt und Botaniker                                                                 |       |       |
|     | Hans Millies                 | deutscher Kaufmann und Chronist                                                                  |       |       |
|     | Azaria dei Rossi             | jüdischer Humanist                                                                               |       |       |
|     | Jan Seklucjan                | polnischer evangelischer Theologe und Verleger                                                   |       |       |